# クランパック
『クランパック』（ 西： Krámpack　、英：Nico and Dani ）は、2000年に製作されたスペインの映画。セスク・ゲイ監督。
日本では、2000年（第9回）東京国際レズビアン&ゲイ映画祭(7月23日)にて上映された。また、洋画★シネフィル・イマジカで『ニコとダニの夏』という邦題で放映された。

## キャスト
- ダニ：フェルナンド・ ラマーリョ
- ニコ：ジョルディ・ビルチェス
- ベルタ：エステル・ヌビオーラ
- エレナ：マリエタ・オロスコ
- フリアン：チスコ・アマード
- ソニア：アナ・ガルシア